# Carlos González (zapaśnik)
Carlos González – wenezuelski zapaśnik walczący w stylu wolnym. Zajął szóste miejsce na igrzyskach panamerykańskich w 1967. Dwukrotny medalista igrzysk Ameryki Środkowej i Karaibów, srebro w 1974. Dwa złote medale na igrzyskach boliwaryjskich w 1970 i 1973 roku.